# Aciduria 3-hidroxi-3-metilglutárica
La deficiencia de 3-hidroxi-3-metilglutaril-CoA liasa (HMG-CoA liasa, también llamada aciduria 3-hidroxi-3-metil glutárica) es un trastorno hereditario poco común en el que el cuerpo no puede procesar adecuadamente el aminoácido leucina en sus rutas tradicionales. Además, el trastorno impide que el cuerpo produzca cetonas, las cuales se utilizan como energía durante períodos de ayuno.

## Signos y síntomas
La deficiencia de 3-hidroxi-3-metilglutaril-CoA liasa suele aparecer dentro del primer año de vida. Los signos y síntomas de la deficiencia de HMG-CoA liasa incluyen vómito, deshidratación, letargo, convulsiones y coma. Cuando los episodios ocurren en un bebé o un niño, el nivel de azúcar en la sangre se vuelve extremadamente bajo (hipoglucemia) y los compuestos nocivos pueden acumularse y hacer que la sangre se vuelva demasiado ácida (acidosis metabólica). Estos episodios a menudo son provocados por una infección, ayuno, ejercicio extenuante o, a veces, otros tipos de estrés.

## Etiología
Las mutaciones en el gen HMGCL causan la deficiencia de 3-hidroxi-3-metilglutaril-CoA liasa. La enzima producida por el gen HMGCL juega un papel esencial en la descomposición de las proteínas y grasas de la dieta para obtener energía. En concreto, la enzima se encarga de procesar la leucina, un aminoácido que forma parte de muchas proteínas. Esta enzima también produce cetonas durante la descomposición de las grasas. Si una mutación en el gen HMGCL reduce o elimina la actividad de esta enzima, el cuerpo no puede procesar la leucina o producir dichas cetonas adecuadamente. La falta de cetonas conduce a la hipoglucemia, y los compuestos llamados ácidos orgánicos (que se forman como productos de la descomposición de los aminoácidos y las grasas) pueden hacer que la sangre se vuelva demasiado ácida. La acidosis metabólica y la hipoglucemia alteran la función de los tejidos, especialmente en el sistema nervioso central .

## Diagnóstico
La deficiencia de HMG-CoA liasa a veces se confunde con el síndrome de Reye, un trastorno grave que se desarrolla en los niños mientras parecieran recuperarse de infecciones virales como la varicela o la gripe. La mayoría de los casos de síndrome de Reye están asociados con el uso de aspirina durante estas infecciones virales. La deficiencia de HMG-CoA liasa es enzimática y no debido a medicamentos.
Se han informado menos de 20 pacientes con deficiencia de HMG-CoA liasa tipo I en la literatura (Mol Genet Metab. 2011 Nov; 104 (3): 410-3. Epub 2011 26 de julio. )